# Luke Ramsay
Luke Ramsay, född 31 januari 1988, är en kanadensisk seglare.
Ramsay tävlade för Kanada vid olympiska sommarspelen 2012 i London, där han tillsammans med Mike Leigh slutade på 25:e plats i herrarnas 470. Vid olympiska sommarspelen 2016 i Rio de Janeiro tävlade Ramsay tillsammans med Nikola Girke i mixklassen Nacra 17, där de slutade på 15:e plats.